# In Rainbows
Az In Rainbows az angol Radiohead együttes hetedik albuma. 2020-ban Minden idők 500 legjobb albuma listán 387. helyen szerepelt.

## Számlista
1. "15 Step" – 3:57
2. "Bodysnatchers" – 4:02
3. "Nude" – 4:15
4. "Weird Fishes/Arpeggi" – 5:18
5. "All I Need" – 3:48
6. "Faust Arp" – 2:09
7. "Reckoner" – 4:50
8. "House of Cards" – 5:28
9. "Jigsaw Falling into Place" – 4:09
10. "Videotape" – 4:39

### Bónusz lemez
1. "MK 1" – 1:04
2. "Down Is the New Up" – 4:59
3. "Go Slowly" – 3:48
4. "MK 2" – 0:53
5. "Last Flowers" – 4:27
6. "Up on the Ladder" – 4:17
7. "Bangers + Mash" – 3:20
8. "4 Minute Warning" – 4:06

## Külső hivatkozások
- Official Radiohead website for In Rainbows
- New York Times Editorial: Radiohead's Warm Glow